# Сусу
Су́су, сосо (самоназва) — народ, що проживає на прибережних територіях Гвінеї, Сьєрра-Леоне та Гвінеї-Бісау.

## Історія

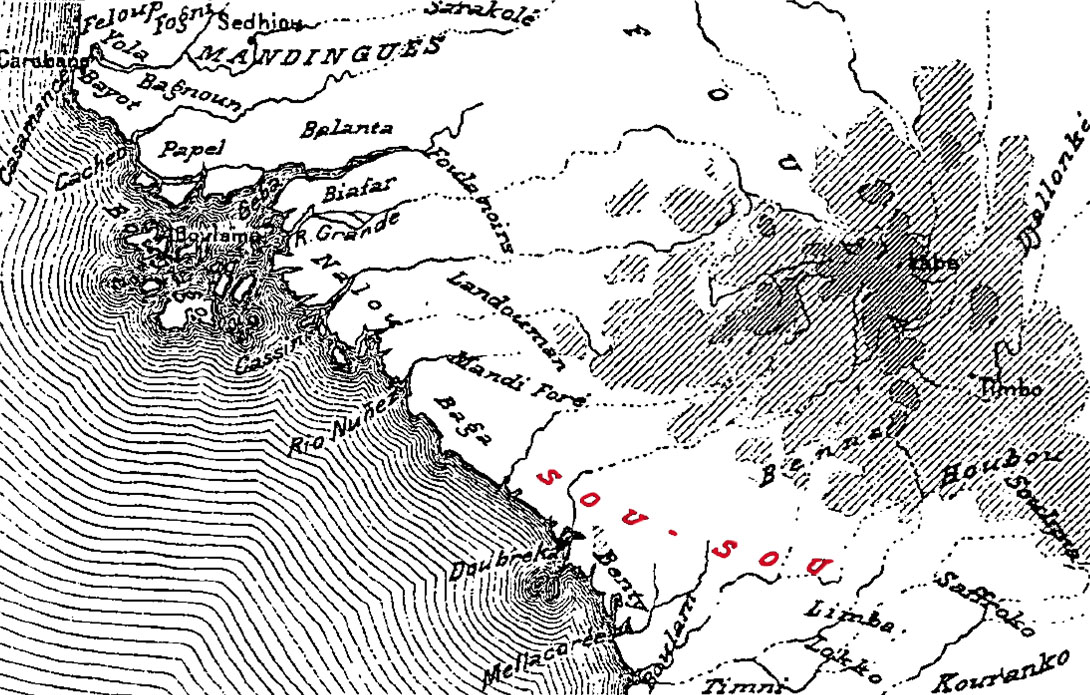
Зона розселення народу сусу

У XIII столітті сусу входили до складу держави мандінго (нині Малі), звідки надалі через релігійні війни до XVIII століття були витіснені південніше. Більша частина сусу осіли на приморських територіях сучасної Гвінеї, де створили кілька протодержав, таких як Соліма, Лабая тощо. На народ сусу сильно вплинули більш дрібні етнічні групи, які вже проживали на тих територіях: бага, ландума, налу тощо.

## Мова
Сусу розмовляють мовою сусу (сосо) групи манде нігеро-кордофанської родини. Поширені також французька та кріо.

## Культура

### Житло і родина
Будинки сусу круглої форми, із глиняного розчину з конусоподібним солом'яним дахом, збудовані вздовж однієї вулиці. Всередині одна велика центральна кімната й прилеглі до неї приміщення. У поселенні проживають зазвичай близько 300 осіб.
Родина живе однією великою громадою. Чоловіки мають кількох дружин, шлюб є вірілокальним, патрилінійний лік родинності.
На чолі стоять вожді, влада передається у спадщину

### Основні заняття
Основним заняттям сусу є ручне тропічне землеробство. Вирощують рис, арахіс, батат, фоніо, маніок, маслинні й кокосові пальми, ямс, просо, банани, ананаси.
Ремеслом сусу не займаються, у їхніх громадах ремісники — представники інших етнічних груп. Поширено скотарство. Сусу тримають курей і дрібну худобу. Велику рогату худобу можуть собі дозволити тільки найзаможніші.
Традиційна страва — варений рис із приправою з риби чи пальмової олії, каша з фоніо. Усі страви приправляють різними спеціями. Сусу п'ють в основному воду, релігія забороняє вживання спиртних напоїв.

### Одяг і фольклор
Жінки сусу носять кофти та спідниці із захо́дом, чоловіки — сорочку до землі з широкими рукавами.
У народу сусу багатий фольклор: казки, епічні та історичні хроніки, перекази й пісні. Жінки-сусу розповідають їх під час сільських свят.